# 佐藤学 (教育学者)

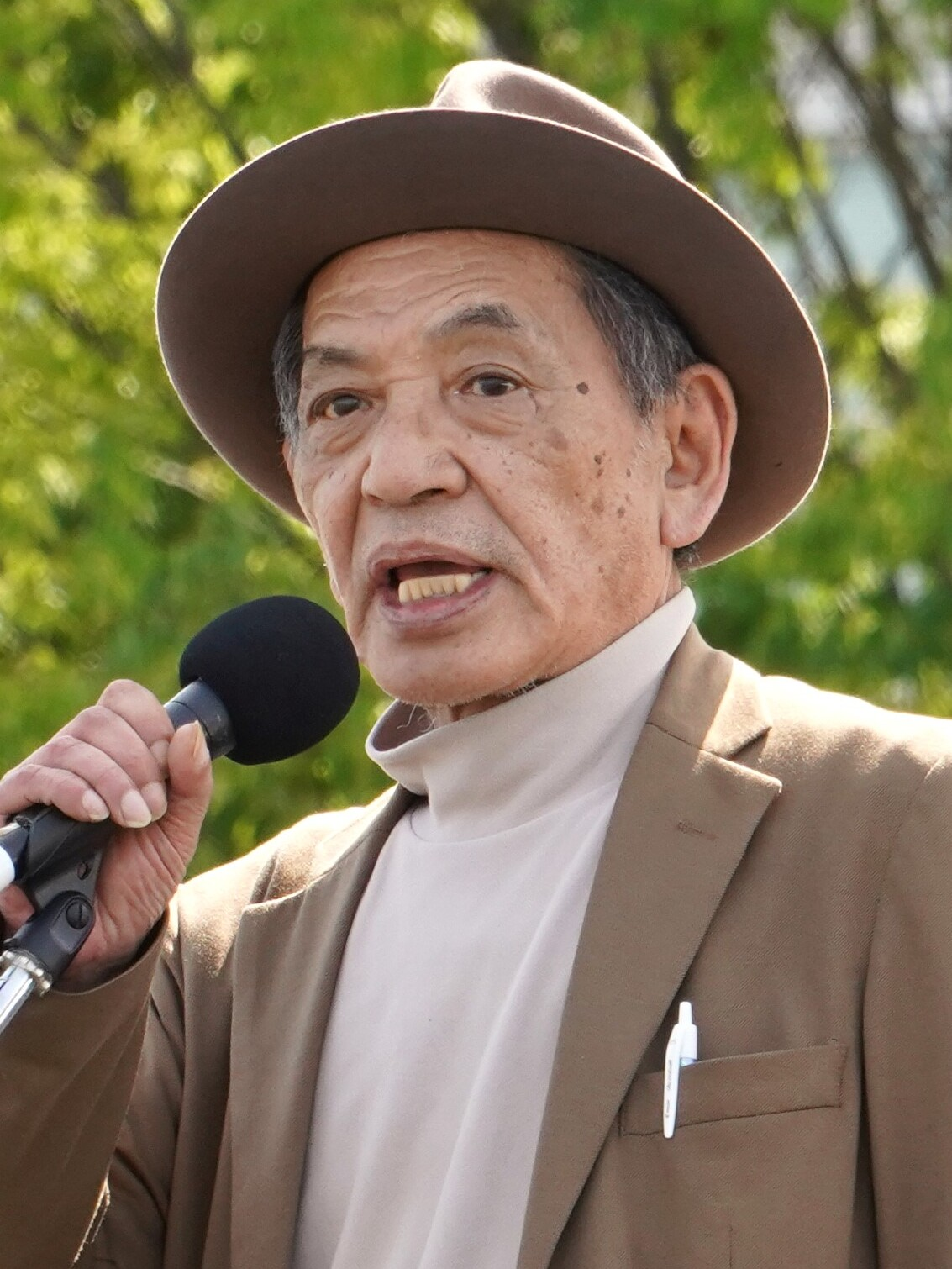
2025年5月撮影

佐藤 学（さとう まなぶ、1951年5月30日 - ）は、日本の教育学者。東京大学名誉教授。「安全保障関連法に反対する学者の会」発起人。

## 経歴
- 広島県生まれ。広島大学教育学部附属福山高校卒業。
- 1975年：東京教育大学教育学部教育学科卒業。
- 1980年：東京大学大学院教育学研究科修了（教育学博士 学位取得は1989年)。
- 1980年：三重大学教育学部助手
- 1981年：同講師
- 1984年：同助教授
- 1988年：東京大学大学院教育学研究科助教授
- 1997年：同教授
- 2004年：同研究科長・東京大学教育学部学部長
- 放送大学客員教授、コレヒオ招聘教授、ハーバード大学客員教授、ニューヨーク大学客員教授、ベルリン自由大学招聘教授 を歴任。
- 2012年：東京大学大学院教育学研究科教授を退職。同名誉教授。
- 2012年：学習院大学文学部教職課程教授
- 2013年：学習院大学文学部教育学科教授
- 2018-2021年：学習院大学文学部教育学科特任教授

## 人物
アメリカの進歩主義教育における単元学習の歴史や日本の学校カリキュラム改革の研究、「学び」の研究、教師の同僚性の研究などを専攻。
1980年代に稲垣忠彦との協同で授業研究と教師研究を展開する。1990年代には佐伯胖とともに、「学び」ということばを教育研究や教育論に導入することを提唱する。佐藤において「学び」とは、モノ（対象世界）との出会いと対話による「活動(action)」、他者との出会いと対話による「協同(collaboration)」、自分自身との出会いと対話による「反省(reflection)」が三位一体となって遂行される「意味と関係の編み直し(re-contextualization)」の永続的な過程として定義されている。
また、「学び」を核とした学校改革の理念として「学びの共同体」を提唱する。佐藤において、「学びの共同体」は、学校の使命と責任と教室の公開を要請する「公共哲学」、多様な人々がともに生きる生き方としての「民主主義の哲学」、授業も学びも絶えず最上のものを追求する「卓越性の哲学」の三つの哲学を根本として定義されている。具体的な方法としては、授業改革、授業検討会、保護者や市民の学習参加の三つを、上記の「学び」の定義に従って展開することを提案している。
佐藤の主張する「学び」と「学びの共同体」は、デューイの思想に基づいた公共性と共和制民主主義の理論、ヴィゴツキーの思想に基づいた社会的構成主義の学習論、ネル・ノディングズの「ケアリング」から示唆を得た受容的対話の概念を主な背景としている。一方で、合理的主体を想定した積極的リベラリズムには批判的である。こうした彼の理論に対しては、2000年代初頭において、アナーキズム的なリベラリズムを主張していた宮台真司などから批判が寄せられた。
2000年代前半の教育基本法改正論議に際しては、改正反対運動を主導した。ただし、同時に、「「改悪反対」を叫ぶだけでよいのか」と問いかけ、改正案が上程されたならば教育基本法廃止を唱えるべきだ、とも発言している。その理由として、日本国憲法と教育基本法の制定が、アメリカ帝国主義の下で象徴天皇制を確立し、昭和天皇の戦争責任を免責して天皇制を擁護するというマッカーサーの占領政策方針の下で行われたこと、教育基本法の制定が戦前の天皇の「教育大権」を基礎として構想された「教権の独立」を狙ったものであり、理念についても教育勅語との連続性を排することができないこと、さらに、教育基本法の改正案が、日本国憲法との対応を切断し、教育勅語以上の徳目で国家が心を管理する法律として準備されていること、を挙げている。その上で、改正反対運動を主導して教育基本法を擁護するのは、その制定から10年以上経った後から始まった「教育基本法の民主的価値」を勝ち取ろうとする運動の歴史を擁護するからである、と述べている。
『世界』1997年5月号に掲載された「自由主義史観」を批判する座談会の冒頭において、「自由主義史観」台頭の要因として、「日本人を煽り立てていたの経済的な威信が崩れた危機感」と「頭の中を組み替えてしまえばすべてがくつがえるという気分の蔓延」の2点を指摘し、それに対応するキーワードとして「ポスト・バブル」と「ポスト・オウム」を提示した。その際、「藤岡氏の個人史はそれを象徴的に示している」と藤岡信勝に言及し、藤岡の個人史と日本の経済的威信の挫折とを重ね合わせて論じることで、彼の「自由主義史観」への傾倒の背景を解説した。その言及の冒頭で、「彼は1943年、北海道の小さな町で、信勝（のぶかつ）という名前を受けて生まれた」、「『大東亜戦争』肯定論が名前に刻まれていて、彼の父は『ソ連は卑劣な国である』といつも語っていたと言いますから、彼はそのことでかなり内面の葛藤があったと思います」と発言した。この発言は、「自由主義史観」の支持者および藤岡本人からの激しい反発を招いた。
日本による対韓輸出優遇撤廃に反対する、＜声明＞「韓国は「敵」なのか」呼びかけ人の1人。

## 社会運動
安全保障関連法の反対運動
2015年5月14日、政府は臨時閣議を開き、集団的自衛権の行使を可能にする安全保障関連法案を決定。翌15日、衆議院及び参議院に「平和安全法制整備法案」と「国際平和支援法案」の2法案を提出した。
同年6月11日、佐藤ら各界の研究者は、安保法案は違憲であり平和主義を捨て去る暴挙であるとして、「安全保障関連法案に反対する学者の会」を設立した。発起人は浅倉むつ子、上野千鶴子、内田樹、佐藤学、広渡清吾、益川敏英、間宮陽介の7人（五十音順）。60人以上の呼びかけ人と2700人近くに上る賛同者を得て、6月15日に記者会見が開かれ、声明発表が行われた。佐藤は会見で「再び若者を戦地に送り、殺し殺される状況にさらすことを認めることはできない」と強調した。
野党統一候補の支援運動
2015年9月19日、安全保障関連法案が強行採決で成立。これを受けて同年12月20日、「安全保障関連法に反対する学者の会」「立憲デモクラシーの会」「戦争させない・9条壊すな!総がかり行動実行委員会」「SEALDs」「安保関連法に反対するママの会」の5つの団体の有志は、参議院一人区での野党統一候補擁立を目指し、連合組織である「安保法制の廃止と立憲主義の回復を求める市民連合」（略称：市民連合）を結成した。同日に東京都千代田区で開かれた記者会見には佐藤学、山口二郎、中野晃一、高田健、諏訪原健、西郷南海子ら6人が出席し、組織の趣意と方針を発表した。
2016年7月の参院選では、32の一人区すべてで野党統一・市民連合推薦候補の擁立を実現し、うち11議席を獲得した。2019年7月の参院選でも市民連合と4野党1会派との間で候補者一本化の基本合意と政策協定がなされ、32の一人区で10議席を獲得した。
五輪開催の反対署名活動
2021年7月2日、飯村豊と上野千鶴子が中心となって、オンライン署名サイト「Change.org」にて、東京オリンピック・パラリンピック反対を求める請願が投稿され、佐藤は請願の呼びかけ人の1人となった。同年7月19日、五輪中止を求める要望書と13万9576人分の署名が東京都や大会組織委員会に提出された。

## 所属団体
- 日本学術会議　会員（第19期）第一部副部長（第20期）会員（第21期）第一部部長（第22期）
- 日本教育方法学会、日本教師教育学会、日本カリキュラム学会、教育史学会の理事を歴任。
- 日本教育学会　会長（2004-2009年）
- 全米教育アカデミー（NAed）会員（終身）
- アメリカ教育学会（AERA）名誉会員（終身）

## 単著

### 博士論文
- 『米国カリキュラム改造史研究…単元学習の創造』東京大学出版会（原著1990年12月）。ISBN 9784130560894。

### 論稿集三部作
- 『カリキュラムの批評…公共性の再構築へ』世織書房（原著1997年12月）。ISBN 9784906388493。
- 『教師というアポリア…反省的実践へ』世織書房（原著1998年2月）。ISBN 9784906388608。
- 『学びの快楽…ダイアローグへ』世織書房（原著1999年9月）。ISBN 9784906388790。

### 教科書
- 『教育方法学』岩波書店〈岩波テキストブックス〉（原著1996年10月）。ISBN 9784000260053。
- 『教育の方法』放送大学教育振興会〈放送大学教材〉（原著2004年3月）。ISBN 9784595237133。
- 『教育の方法』左右社〈放送大学叢書〉（原著2010年7月）。ISBN 9784903500348。

### 一般書
- 『教室からの改革…日米の現場から』国土社〈国土社の教育選書〉（原著1989年）。ISBN 9784337661233。
- 『学び・その死と再生』太郎次郎社（原著1995年）。ISBN 9784811806389。
- 『学びの身体技法』太郎次郎社（原著1997年）。ISBN 9784811806433。
- 『教育時評1997→1999』世織書房 1999
- 『授業を変える学校が変わる…総合学習からカリキュラムの創造へ』小学館（原著2000年）。ISBN 9784098373352。
- 『教育改革をデザインする』岩波書店〈教育の挑戦〉（原著2000年）。ISBN 4000264419。
- 『「学び」から逃走する子どもたち』〈岩波ブックレット〉（原著2000年）。ISBN 9784000092241。
- 『学力を問い直す…学びのカリキュラムへ』〈岩波ブックレット〉（原著2001年）。ISBN 9784000092487。
- 『身体のダイアローグ…佐藤学対談集』太郎次郎社（原著2002年）。ISBN 9784811806655。
- 『教師たちの挑戦…授業を創る、学びが変わる』小学館（原著2003年）。ISBN 9784098373611。
- 『習熟度別指導の何が問題か』〈岩波ブックレット〉（原著2004年）。ISBN 9784000093125。
- 『学校の挑戦…学びの共同体を創る』小学館（原著2006年）。ISBN 9784098373703。
- 『教師花伝書－専門家として成長するために－』小学館（原著2009年）。ISBN 9784098373840。
- 『教育の方法』左右社 放送大学叢書 2010
- 『学校を改革する 学びの共同体の構想と実践』岩波ブックレット 2012
- 『学校改革の哲学』東京大学出版会 2012
- 『学校見聞録 学びの共同体の実践』小学館 2012
- 『専門家として教師を育てる――教師教育改革のグランドデザイン』岩波書店（原著2015年）。ISBN 9784000259613。
- 『学び合う教室・育ち合う学校: 〜学びの共同体の改革〜』小学館（原著2015年）。ISBN 9784098401611。

### 翻訳
- （秋田喜代美との共訳）ドナルド・ショーン『専門家の知恵―専門家は行為しながら考える』（ゆみる出版、2001年）
- (監訳)ネル・ノディングズ『学校におけるケアの挑戦―もう一つの教育を求めて』（ゆみる出版、2007年）
- (監訳，織田泰幸・黒田友紀・佐藤仁・榎景子・西野倫世との共訳)ダン・ローティ『スクールティーチャー: 教職の社会学的考察』（学文社、2021年）

## 共著・編集

### 教科書
- 稲垣忠彦『授業研究入門』岩波書店、1996年
- 秋田喜代美、恒吉僚子『教育研究のメソドロジー—学校参加型マインドへのいざない』東京大学出版会、2005年
- 秋田喜代美『新しい時代の教職入門』有斐閣、2006年

### 実践記録
- 新潟県小千谷市立小千谷小学校 『「親と教師で創る授業」への挑戦…授業参観から学習参加へ』 明治図書出版、1998年。
- 新潟県長岡市立南中学校 『地域と共に“学校文化”を立ち上げる』 明治図書出版、2000年。
- 大瀬敏昭・神奈川県茅ケ崎市浜之郷小学校 『学校を創る…茅ヶ崎市浜之郷小学校の誕生と実践』 小学館、2000年。
- C.エドワーズ・L.ガンディーニ・G.フォアマン・森真理・塚田美紀 『子どもたちの100の言葉　レッジョ・エミリアの幼児教育』 世織書房、2001年。
- 大瀬敏昭・神奈川県茅ケ崎市浜之郷小学校 『学校を変える…浜之郷小学校の5年間 』 小学館、2003年。
- 佐藤雅彰・静岡県富士市立岳陽中学校 『公立中学校の挑戦…授業を変える学校が変わる 』 ぎょうせい、2003年。
- 津守真・岩崎禎子・東京都港区愛育養護学校 『学びとケアで育つ…愛育養護学校の子ども・教師・親』 小学館、2005年。
- 和歌山大学教育学部附属小学校 『質の高い学びを創る授業改革への挑戦 新学習指導要領を超えて』 東洋館出版社、2009年。
- ワタリウム美術館(編) 『驚くべき学びの世界　レッジョ・エミリアの幼児教育』 ACCESS、2011年。
- 和井田節子ほか『授業と学びの大改革「学びの共同体」で変わる！高校の授業』明治図書、2013年。
- 岡野昇『体育における「学びの共同体」の実践と探求』大修館書店、2015年。
- 草川剛人ほか『活動的で協同的な学びへ 学びが開く！高校の授業』明治図書、2015年。

### 共編著
- 『「にほんご」の授業』谷川俊太郎、竹内敏晴、稲垣忠彦共編　国土社、1989
- 『学校の再生をめざして』全3巻　佐伯胖、汐見稔幸共編 岩波書店　1992
- 『教室にやってきた未来コンピュータ学習実践記録』佐伯胖、苅宿俊文、NHK取材班共著　日本放送出版協会、1993
- 『日本の教師〈9〉  カリキュラムをつくる 2 教室での試み』小熊伸一共編 ぎょうせい 1993
- 『日本の教師〈14〉教師としての第一歩』前田一男共編  1993
- 『日本の教師〈15〉教師としての私を変えたもの』小熊伸一共編  1993
- 『教育への挑戦〈1〉教室という場所』編　国土社　1995
- 『シリーズ学びと文化』全6巻　佐伯胖、藤田英典共編　東京大学出版会、1995
- 『岩波講座 現代の教育』全13巻　佐伯胖、浜田寿美男、黒崎勲共編　1998
- 『心理学と教育実践の間で』佐伯胖、宮崎清孝、石黒広昭共著　東京大学出版会　1998
- 『内破する知身体・言葉・権力を編みなおす』栗原彬、小森陽一、吉見俊哉共著　東京大学出版会、2000
- 『越境する知』全5巻　栗原彬、小森陽一、吉見俊哉共編　東京大学出版会　2000-01
- 『教育本44転換期の教育を考える』編　平凡社　2001
- 『子どもたちの想像力を育むアート教育の思想と実践』今井康雄共編　東京大学出版会、2003
- 『学校教育を変える制度論教育の現場と精神医療が真に出会うために』三脇康生、岡田敬司共編著　万葉舎　2003